# Коломбия (Нуэво-Леон)
Коломбия (исп. Colombia) — муниципалитет в Мексике, входит в штат Нуэво-Леон. Население 496 человек (на 2005 год).